# Рэндолл, Лекси
Ле́кси Фейт Рэ́ндолл (англ. Lexi Faith Randall; 1 января 1980, Хьюстон, Техас, США) — американская актриса.

## Биография
Лекси Фейт Рэндолл родилась 1 января 1980 года в Хьюстоне (штат Техас, США). У Лекси есть два брата, включая старшего — Гейба Рэндолла (род. 1975).
Лекси снималась в кино в детском и подростковом возрасте на протяжении девяти лет, с  1990  по 1999 год, и за это время она сыграла в l2 фильмах и телесериалах. Рэндолл получила пять номинаций на премию «Молодой актёр».
Наиболее популярна благодаря роли Анны Уиттинг в трилогии по мотивам серии книг Патриции МакЛахлан —   «Сара, высокая и простая женщина», «Американская сага» и  «Конец зимы».
Замужем. У супругов есть ребёнок.